# Поточизна
Поточизна (пол. Potoczyzna) — село в Польщі, у гміні Моньки Монецького повіту Підляського воєводства.
Населення — 217 осіб (2011).
У 1975-1998 роках село належало до Білостоцького воєводства.

## Демографія
Демографічна структура станом на 31 березня 2011 року:
|          | Загалом | Допрацездатний вік | Працездатний вік | Постпрацездатний вік |
| -------- | ------- | ------------------ | ---------------- | -------------------- |
| Чоловіки | 113     | 22                 | 68               | 23                   |
| Жінки    | 104     | 16                 | 58               | 30                   |
| Разом    | 217     | 38                 | 126              | 53                   |